# Mood (Lied)
Mood (englisch für ‚Stimmung‘ oder ‚Laune‘) ist ein Lied des US-amerikanischen Rappers 24kGoldn (Golden Landis Von Jones), das in Zusammenarbeit mit dem puerto-ricanischen Singer-Songwriter Iann Dior entstand. Der Song erschien am 24. Juli 2020 als erste Singleauskopplung aus 24kGoldn’s Debüt-Studioalbum El Dorado über Columbia Records.

## Hintergrund
“We made ‘Mood’ playing Call of Duty and drinking beer. We weren’t in that thinking like all these notes have to be perfect together. We were just chilling, and now it’s one of the biggest songs in the world.”

„Wir haben ‚Mood‘ gemacht, während wir Call of Duty gespielt und Bier getrunken haben. Wir haben nicht daran gedacht, dass alle Noten perfekt zusammen passen müssen. Wir haben nur gechillt und jetzt ist es einer der größten Songs der Welt.“

Nach eigenen Angaben entstand das Lied basierend auf einem Gitarren-Riff, den der Gitarrist und Musikproduzent Omer Fedi spielte, während 24kGoldn Call of Duty spielte. 24kGoldn begann dann den Refrain zu singen. Aufgenommen wurde das Lied am selben Tag im Heimstudio von Iann Dior.

## Inhalt
Mood ist ein Pop-Rap-Song mit Elementen aus dem Rock. Die Tonart ist G-Moll und das Tempo liegt bei 91 Schlägen pro Minute. Der Stimmumfang von 24kGoldn und Dior reicht in dem Song von F4 bis G5.
| “Why you always in a mood? Fuckin ’round, actin’ brand new (new) I ain’t tryna tell you what to do But try to play it cool (cool) Baby, I ain’t playin’ by your rules (rules) Everything look better with a view” – Refrain, Originalauszug | „Warum bist du immer schlecht gelaunt? Machst andere an, stellst dich als was Neues dar Ich versuche nicht, dir zu sagen, was du tun sollst Aber versuche, cool zu bleiben Baby, ich spiele nicht nach deinen Regeln Alles sieht besser aus mit einer Perspektive“ – Refrain, Übersetzung |

Die Lyrics zu Mood ist in englischer Sprache verfasst. Der Text handelt von einer toxischen Beziehung.

## Musikvideo
Das Musikvideo zu Mood erschien am 5. August 2020. Bis zum 12. April 2021 zählte es über 200 Millionen Aufrufe.

## Jahresbestenlisten
| Jahr | Herausgeber   | Rang |
| ---- | ------------- | ---- |
| 2020 | Billboard     | 8    |
| 2020 | Rolling Stone | 33   |

## Kommerzieller Erfolg

### Chartplatzierungen
In die deutschen Singlecharts stieg Mood am 28. August 2020 auf Rang 38 ein. In der darauf folgenden Woche platzierte sich das Lied auf Rang fünf. Eine Woche später, am 18. September 2020, erreichte der Song Rang eins und wurde damit für beide Interpreten zum ersten Nummer-eins-Hit in Deutschland. Das Lied hielt sich fünf Wochen an der Spitze der Charts und konnte sich insgesamt 67 Wochen in den Top 100 platzieren. In den deutschen Jahrescharts platzierte sich das Lied im Jahr 2020 auf Rang 18.
In die österreichischen Singlecharts stieg Mood am 4. September 2020 auf Rang 8 ein. In der folgenden Woche erreichte das Lied mit Rang eins die Höchstplatzierung. Der Song hielt sich elf Wochen an der Spitze der Charts und wurde somit zu dem Lied, das sich im Jahr 2020 am längsten an der Spitze der österreichischen Charts halten konnte. Insgesamt verweilte Mood elf Wochen auf Rang eins, 25 in den Top 10 und 69 Wochen in den Charts. In den österreichischen Jahrescharts erreichte der Song Rang acht.
In die Schweizer Hitparade stieg Mood am 30. August 2020 auf Rang 18 ein. In der darauf folgenden Woche erreichte der Song Rang 3. In den beiden folgenden Wochen vom 13. September und 20. September 2020 platzierte sich das Lied auf Rang zwei hinter Jerusalema von Master KG feat. Burna Boy und Nomcebo Zikode, bevor es am 27. September die Spitze der Charts erreichte. Mood hielt sich eine Woche auf Rang eins, 23 Wochen in den Top 10 sowie 68 Wochen in den Charts.
In die britischen Singlecharts stieg Mood am 27. August 2020 auf Rang 51 ein. Nach vier Wochen in den Top 15 erreichte der Song am 1. Oktober 2020 mit über 61.000 verkauften Einheiten die Chartspitze. Insgesamt hielt sich das Lied vier ununterbrochene Wochen auf Rang eins, acht in den Top 10 und 39 in den Top 100. In den Jahrescharts 2020 erreichte der Song Rang 20.
In die US-amerikanischen Hot 100 stieg Mood im August 2020 ein. Der Song erreichte zehn Wochen später Rang eins der Hot 100. In der ersten Nummer-eins-Woche verzeichnete das Lied 20,3 Millionen Streams, 7000 Downloads und 62,9 Millionen Airplay-Impressionen allein in den Vereinigten Staaten. Gleichzeitig erreichte das Lied auch Rang eins der Hot Alternative Songs, Hot Rock & Alternative Songs und Hot Rap Songs und wurde somit zu dem ersten Lied, das die Spitzenposition in allen vier Charts erreichen konnte. Das Lied hielt sich insgesamt acht ununterbrochene Wochen an der Spitze der Hot 100 und erreichte darüber hinaus mit Rang eins in den Mainstream Top 40 auch die Spitze der Airplay-Charts.
In Australien, Dänemark, Neuseeland, den Niederlanden, Norwegen und Schweden platzierte sich Mood ebenfalls auf Rang eins der Singlecharts.
| ChartsChartplatzierungen       | Höchstplatzierung | Wochen |
| ------------------------------ | ----------------- | ------ |
| Deutschland (GfK)              | 1 (67 Wo.)        | 67     |
| Österreich (Ö3)                | 1 (69 Wo.)        | 69     |
| Schweiz (IFPI)                 | 1 (68 Wo.)        | 68     |
| Vereinigte Staaten (Billboard) | 1 (52 Wo.)        | 52     |
| Vereinigtes Königreich (OCC)   | 1 (39 Wo.)        | 39     |

| ChartsJahrescharts (2020)      | Platzierung |
| ------------------------------ | ----------- |
| Deutschland (GfK)              | 18          |
| Österreich (Ö3)                | 7           |
| Schweiz (IFPI)                 | 16          |
| Vereinigte Staaten (Billboard) | 47          |
| Vereinigtes Königreich (OCC)   | 20          |

| ChartsJahrescharts (2021)      | Platzierung |
| ------------------------------ | ----------- |
| Deutschland (GfK)              | 20          |
| Österreich (Ö3)                | 18          |
| Schweiz (IFPI)                 | 24          |
| Vereinigte Staaten (Billboard) | 4           |
| Vereinigtes Königreich (OCC)   | 46          |

### Auszeichnungen für Musikverkäufe
| Land/Region                  | Auszeichnungen für Musikverkäufe (Land/Region, Auszeichnung, Verkäufe) | Verkäufe   |
| ---------------------------- | ---------------------------------------------------------------------- | ---------- |
| Australien (ARIA)            | 7× Platin                                                              | 490.000    |
| Belgien (BRMA)               | 2× Platin                                                              | 80.000     |
| Dänemark (IFPI)              | 2× Platin                                                              | 180.000    |
| Deutschland (BVMI)           | 2× Platin                                                              | 800.000    |
| Frankreich (SNEP)            | Diamant                                                                | 333.333    |
| Griechenland (IFPI)          | Platin                                                                 | 20.000     |
| Italien (FIMI)               | 3× Platin                                                              | 210.000    |
| Kanada (MC)                  | Diamant                                                                | 800.000    |
| Mexiko (AMPROFON)            | 2× Platin                                                              | 120.000    |
| Neuseeland (RMNZ)            | 5× Platin                                                              | 150.000    |
| Österreich (IFPI)            | 3× Platin                                                              | 90.000     |
| Polen (ZPAV)                 | 2× Platin                                                              | 40.000     |
| Portugal (AFP)               | 4× Platin                                                              | 40.000     |
| Schweden (IFPI)              | 4× Platin                                                              | 320.000    |
| Schweiz (IFPI)               | Platin                                                                 | 20.000     |
| Spanien (Promusicae)         | 2× Platin                                                              | 120.000    |
| Vereinigte Staaten (RIAA)    | 8× Platin                                                              | 8.000.000  |
| Vereinigtes Königreich (BPI) | 3× Platin                                                              | 1.800.000  |
| Insgesamt                    | 52× Platin · 2× Diamant ·                                              | 13.613.333 |

## Remix mit Justin Bieber und J Balvin
Am 6. November 2020 wurde ein offizieller Remix zusammen mit dem kanadischen Popsänger Justin Bieber und dem kolumbianischen Sänger J Balvin veröffentlicht. Neben den neuen Strophen von Bieber und Balvin enthält das Lied auch eine neue Strophe von 24kGoldn, die die des Originals ersetzt. Ein animiertes Lyrikvideo erschien am selben Tag wie der Remix.
Der Remix wurde von Kritikern positiv aufgenommen. Die Gesangseinlagen von Balvin und Bieber seien der perfekte Kontrast zu 24kGoldn.
Auszeichnungen für Musikverkäufe

| Land/Region       | Auszeichnungen für Musikverkäufe (Land/Region, Auszeichnung, Verkäufe) | Verkäufe |
| ----------------- | ---------------------------------------------------------------------- | -------- |
| Mexiko (AMPROFON) | Gold                                                                   | 70.000   |
| Insgesamt         | 1× Gold ·                                                              | 70.000   |